# Carlos Hathcock
Carlos Norman Hathcock II (Little Rock, 20 maggio 1942 – Virginia Beach, 23 febbraio 1999) è stato un militare statunitense, famoso cecchino dei Marines degli Stati Uniti durante la guerra nel Vietnam.
Fu il soggetto di alcune biografie: Marine Sniper e Silent Warrior, di Charles W. Henderson; la terza è la biografia “autorizzata” dal titolo White Feather: Carlos Hathcock USMC Scout Sniper an Authorized Biographical Memoir di Roy F. & Norman A. Chandler.

## Biografia

### Giovinezza e arruolamento nel corpo dei Marine
Nacque a Little Rock, in Arkansas, il 20 maggio 1942 e dopo la separazione dei suoi genitori trascorse la giovinezza nelle zone rurali con sua nonna. Già in tenera età cominciò ad appassionarsi al tiro a segno e alla caccia, in molti casi per aiutare a sfamare la famiglia. Durante alcune battute di caccia nelle foreste col cane, Hathcock immaginò di essere un soldato che combatteva i giapponesi con una carabina Mauser che suo padre, reduce della seconda guerra mondiale, aveva disattivato e modificato accorciandone la calciatura. La maggior parte delle battute di caccia le svolse armato di un fucile calibro.22 J. C. Higgins.
Desideroso di servire nelle forze armate americane, il 20 maggio 1959, all'età di diciassette anni, Hathcock si arruolò volontario nei Marines degli Stati Uniti. Il 10 novembre 1962, durante il servizio militare, Hathcock si sposò con Jo Winstead, che gli diede immediatamente un figlio, Carlos Norman Hathcock III.
Vinse diversi campionati di tiro dalla distanza, tra cui la prestigiosa Wimbledon Cup, il più ambito premio americano di tiro dalla distanza, nel 1965. Un anno dopo fu inviato in Vietnam.

### Cecchino in Vietnam
Riconosciuto come il più brillante cecchino del Corpo dei Marine, Hathcock ha all'attivo 93 vittime confermate tra nordvietnamiti e Viet Cong, di cui una dalla distanza di 2286 m (2500 iarde). Si stima che la cifra reale, comprese le non confermate, sia attorno alle cento vittime. Fu secondo solo a Chuck Mawhinney, altro tiratore scelto del corpo dei Marine. Il Vietnam del Nord mise una taglia di 30.000 dollari sulla testa di Hathcock: per un qualunque altro cecchino americano il premio era sui 2000 dollari.
I Viet Cong e i soldati nordvietnamiti lo soprannominarono "Long Tra'ng du'Kich", "Il cecchino dalla penna bianca", per la piuma bianca che teneva sul cappello mimetico.
Durante una missione dovette strisciare per circa un chilometro nell'arco di tre giorni e tre notti. Carlos raccontò poi che un soldato nemico (o "hamburger", come li chiamava lui) «appena dopo il tramonto», quasi gli camminò sopra mentre lui era sdraiato in un prato, perfettamente mimetizzato con la vegetazione.
La carriera di Hathcock giunse ad una fine fuori Khe Sanh nel settembre 1969, quando il suo veicolo anfibio LVTP 5 incappò in una mina anticarro. Hathcock salvò dal veicolo in fiamme sette marines. Scampò con oltre 90% del corpo ustionato, di cui il 43% con ustioni di terzo grado. Fu evacuato presso il Brooke Army Medical Center in Texas ove subì 13 innesti di pelle. Le ferite non gli permisero di ritornare in battaglia. Quando gli dissero che sarebbe stato raccomandato per la Medaglia d'argento, rifiutò dichiarando di aver fatto solo il proprio dovere. Trent'anni dopo gli fu assegnata la stella d'argento, terzo riconoscimento militare statunitense in ordine d'importanza, per il coraggio dimostrato nell'incidente.
A proposito della propria carriera di tiratore scelto, nel suo libro Hathcock dichiarò: «Mi piace sparare e amo la caccia. Ma non mi è mai piaciuto uccidere qualcuno. È il mio lavoro. Se non li avessi presi, quei bastardi avrebbero ucciso molti dei nostri ragazzi vestiti da Marines. È il mio modo di vedere la cosa».

### La vita da civile
Una volta tornato al servizio attivo, Hathcock collaborò alla creazione di una scuola per esploratori e cecchini presso la base di Quantico in Virginia. Nel 1975 gli fu diagnosticata la sclerosi multipla, malattia che colpisce il sistema nervoso. Rimase nei Marines, ma continuò a peggiorare finché non fu costretto al congedo 55 giorni prima dei venti anni di servizio, che gli avrebbero dato la possibilità di ricevere una pensione pari alla metà dello stipendio. Congedato per motivi di salute, ricevette il 100% dei punti di invalidità.
Dopo il congedo forzato cadde in depressione perché riteneva di essere stato cacciato dal corpo dei Marine, convinzione che in seguito corresse. Durante il periodo di depressione, la moglie quasi lo abbandonò per il suo stato mentale. In seguito Hathcock si appassionò alla pesca di squali in voga a Quantico, cosa che lo fece uscire dalla depressione. Inoltre visitò spesso la scuola per tiratori scelti di Quantico e, data la sua fama e il suo stato di servizio, fu sempre accolto da studenti ed istruttori come un mito ("Larger than life").
Hathcock una volta disse di essere sempre sopravvissuto grazie all'abilità di «chiudersi nella bolla», di mettersi in uno stato di «totale, completa, assoluta concentrazione» sul proprio equipaggiamento, sull'ambiente in cui ogni soffio di vento ed ogni foglia significa qualcosa e da ultimo sulla propria preda.
Dopo la guerra un amico fece leggere ad Hathcock un passaggio scritto da Ernest Hemingway: «Sicuramente non esiste caccia come la caccia all'uomo; quelli che hanno cacciato abbastanza a lungo un uomo armato e hanno apprezzato questa esperienza, non si interesseranno mai più a nient'altro». Hathcock poi scrisse: «Aveva capito perfettamente: è la caccia, non l'uccisione in sé».
Carlos Hathcock morì a 56 anni il 23 febbraio 1999 a Virginia Beach, Virginia. È stato sepolto al Woodlawn Memorial Gardens di Norfolk, Virginia.

## Eredità
Hathcock rimane tra le leggende del Corpo dei Marine. Il “Gunnery Sergeant Carlos Hathcock Award” è assegnato ogni anno al Marine che fa di più per far progredire l'addestramento alla mira. Esiste anche un campo di tiro intitolato ad Hathcock presso Camp Lejeune in Carolina del Nord.
Nel 1967 stabilì il record di tiro dalla distanza: con una mitragliatrice Browning M2 caricata con cartucce BMG.50 e corredata di un'ottica telescopica, colpì il proprio obiettivo (un nordvietnamita che trasportava armi) ad una distanza di 2286 m (2500 iarde). Hathcock fu uno dei tanti ad utilizzare la Browning M2 come un'arma di precisione, il che contribuì a portare al successo la BMG.50 nel tiro dalla distanza sia contro l'uomo che contro apparecchiature.
Il record rimase fino al 2002, quando fu superato da una squadra canadese di tre tiratori scelti durante l'Operazione Anaconda, guidata dal primo caporale maggiore Graham Ragsdale della PPCLI (Princess Patricia's Canadian Light Infantry), e il record fu ritoccato dal caporale Rob Furlong con un colpo dalla distanza di 2430 m (2657 iarde) sparato con un fucile di precisione McMillan TAC-50 che uccise un combattente talebano.
Durante un episodio della quarta serie di Mythbusters (trasmissione di Discovery Channel durante la quale esperti di effetti speciali “mettono alla prova” varie leggende metropolitane) i conduttori Adam Savage e Jamie Hyneman cercarono di testare la possibilità di sparare attraverso l'ottica di un altro fucile, riferendosi al caso confermato occorso ad Hathcock in cui uccise un tiratore scelto nordvietnamita colpendo l'ottica del fucile del nemico. I due conduttori dichiararono smascherato (“busted”) il caso, perché non riuscirono nell'impresa nonostante i mezzi a loro disposizione: non replicarono le esatte condizioni di tiro, e non tennero in considerazione il carico esatto di polvere da sparo, il peso del proiettile, la velocità iniziale, l'angolo e nemmeno le variazioni di pressione e temperatura dell'aria. Durante la trasmissione comunque ammisero di non aver utilizzato la stessa ottica di Hathcock e stabilirono che in condizioni ideali e con un po' di fortuna il colpo sarebbe stato possibile. In seguito ripetendo l'esperimento con un puntatore dell'epoca e dei proiettili altamente perforanti riuscirono a perforare un cranio di gel balistico attraverso il mirino, dichiarando plausibile la storia di Hathcock.

## Nella cultura di massa
- C'è un accenno ad Hathcock nel film Salvate il soldato Ryan: Steven Spielberg dichiarò che l'idea di un tiratore scelto che ne uccide un altro sparandogli attraverso l'ottica del fucile gli venne dalla storia vera di Carlos Hathcock.
- C'è un riferimento anche nella serie televisiva NCIS. Infatti durante la 13sima puntata della prima stagione Il cecchino (One shot, one kill) una piccola penna bianca è trovata sulle 3 scene del delitto ed è rievocato il suo nome come ispiratore del killer.
- Il protagonista di Bob Lee Swagger Trilogy di Stephen Hunter (fatta dei tre racconti Point of Impact, Black Light, e Time to Hunt) è approssimativamente ispirato a Carlos Hathcock.
- Il protagonista del film Shooter ispirato alla Bob Lee Swagger Trilogy, interpretato da Mark Wahlberg è approssimativamente ispirato a Carlos Hathcock: si tratta di un sergente di artiglieria in congedo, famoso per i tiri dalla distanza. All'inizio del film è coinvolto in una missione segreta dietro le linee nemiche e verso la fine del film Bob Lee Swagger uccide un cecchino nemico sparandogli attraverso l'ottica del fucile come nelle storie di Carlos Hathcock.
- Nel film One Shot One Kill - A colpo sicuro anche l'attore Tom Berenger spara ad un cecchino nemico attraverso l'ottica; e il personaggio di Tom Berenger è approssimativamente basato su Carlos Hathcock.
- Nell'episodio 14 dell'anime Ghost in the Shell: S.A.C. 2nd GIG, il membro della sezione 9 Saito è colpito all'occhio sinistro attraverso l'ottica del suo Seburo SR50 - fucile di precisione ad impulsi, durante il suo periodo da freelance nel Centro/Sud Africa, una tattica messa a punto da Motoko Kusanagi simile a quella usata da Hathcock
- Nel film RoboCop 2 c'è una sequenza in cui il punto di vista è quello dell'ottica di un fucile di precisione. Il cecchino sta mirando contro RoboCop che si gira e lo uccide sparandogli attraverso l'ottica.
- Nel fumetto Sin City di Frank Miller, episodio americano To Hell and Back, il protagonista colpisce un cecchino in testa sparando attraverso l'ottica del fucile del cecchino stesso.
- Nel film L'eliminatore un personaggio italoamericano secondario spara ad un cecchino nemico attraverso l'ottica.
- Nell'episodio 12 della seconda stagione della serie Profiler, intitolato "Il cecchino", il detective Bailey Malone elimina il serial killer, chiamato "Il Sagittario", sparandogli attraverso l'ottica del suo fucile.